# Granviks naturreservat
Granvik är ett naturreservat i Karlsborgs kommun i Västra Götalands län.
Området är skyddat sedan 1974 och är 69 hektar stort. Reservatet är beläget norr om Karlsborg utmed Vätterns nordvästra strand. Det är i stort omgivet av Valekleven-Ombo öar.
Naturreservatet ligger i en dalgång ner mot Vätterns strand. Områdets östra del är kuperad och starkt splittrad i vikar och uddar. Lavklädda berghällar och hällmarkstallskog dominerar där. I de västra delarna av reservatet finns lövskog med naturliknande park som även kallas Engelska parken. I denna park växer björk, bok och lärk och en hel del utländska löv- och barrträd.
Granvik var långt in på 1800-talet en industriort med masugn. Från den tiden finns patronbostället Jägmästargården bevarat.
Reservatet ägs av Karlsborgs kommun.